# Friedrich von Gärtner

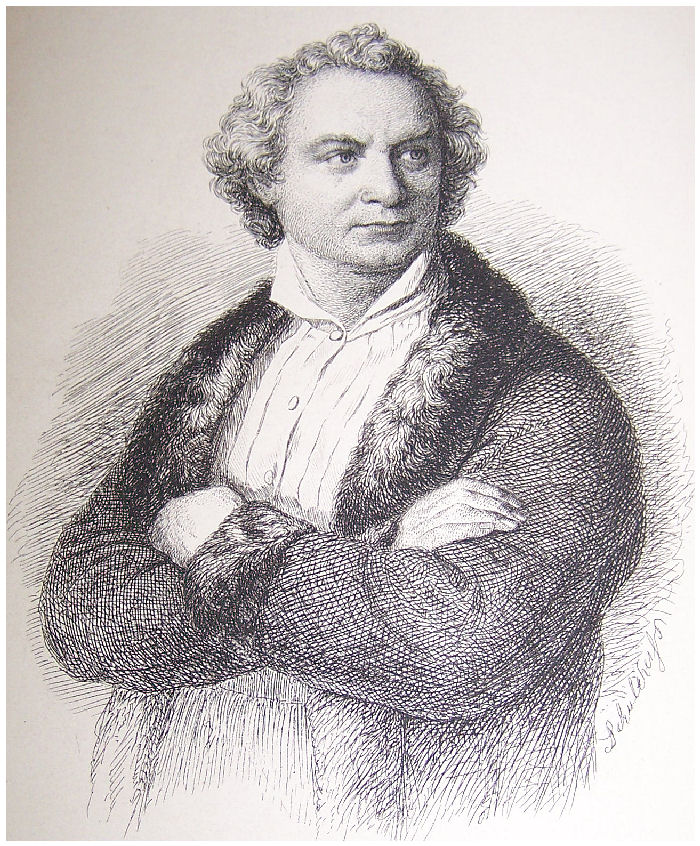
Friedrich von Gärtner

Friedrich von Gärtner (10 decembrie 1791, Koblenz – 21 aprilie 1847, München) a fost un arhitect german.